# アデク

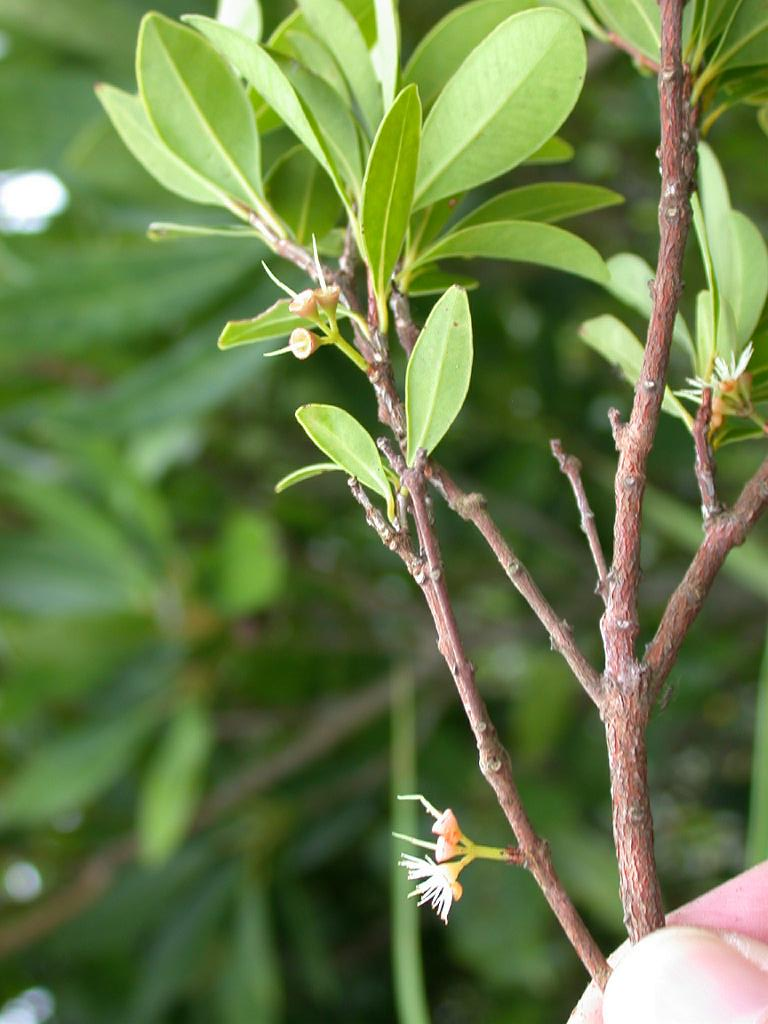
花・やや遅い時期

アデク Syzygium buxifolium Hook. et Arn. は、フトモモ科に属する樹木。小さなつやのある葉を対生させる。

## 特徴
常緑性の小高木で、樹高は10-15m、径30cmに達する。全株無毛。樹皮は赤褐色で鱗片状に剥げる。小枝は細く、その断面は四角になっている。葉は対生で、2-5mmの葉柄があって長さ1-3cm、幅1-2cm。葉身は楕円形から長楕円形、時に倒卵状楕円形で革質、先端は鈍く尖るか丸く、基部はくさび状に細まる。主脈は表面ではくぼみ、裏面では突出する。側脈は羽状に多数あるが、あまりはっきり見えない。
花期は5-7月。花序は茎の先端か葉腋から出る円錐状の散房花序で、長さ2-4cmで少数の花を付ける。花は白で、径3mm。萼は倒円錐形で長さ3mm、花弁は4枚あるがすぐに脱落する。雄蘂は多数あって長さ3-4mm。液果は球形で、紫褐色に熟して径は約7mm。
和名は沖縄方言に由来するようで、沖永良部島から八重山列島にかけての各地でアヂカ、アヂク、アディク、アデク、アドウクなど類似の方言名が知られている。材が硬いことからナタオレの地方名も知られる。

## 分布と生育環境
日本では九州南部から屋久島、種子島、および奄美大島以南の琉球列島に分布する。国外では台湾、中国南部、ベトナムに産する。
マツ林やシイ林などに生育する。乾燥した地域に多い。

## 分類
フトモモ属はアジアからアフリカ、オーストラリアに渡る地域に500種を擁する大きな属である。その中で日本に分布するのは本種ともう1種、以下の種があるのみである。
- S. cleyeraefolium　ヒメフトモモ

本種に似たものであるが、やや葉が大きく、葉形が倒卵形、花色が違うなどの点で区別される。小笠原諸島の固有種である。なお、特に葉の小さいものが本種と混同されてきたことがあり、アデクモドキとしてヒメフトモモの変種 var. microphyllum とする説もあったが、YListはこれを変種とは認めていない。
本属のものでは、もう1種フトモモ S. jambos が屋久島以南の琉球列島で野生化しているが、これは長さ20cmにも達する大きな葉を持つ。

## 利用
庭園樹や盆栽としても用いられる。材は把柄材に好適で、太いものは床の間の装飾用柱材として使用される。